# 天花吉丁亚科
天花吉丁亚科（學名：Julodinae）是鞘翅目多食亞目吉丁虫科（Buprestidae）之下的一個亞科，包括以下各屬：
- Aaata（英语：Aaata） Semenov-Tian-Shanskij, 1906
- Amblysterna（英语：Amblysterna） Saunders, 1871
- Julodella（英语：Julodella） Semenov-Tian-Shanskij, 1871
- 天花吉丁属（英语：Julodis） Julodis（英语：Julodis） Eschscholtz, 1829：主要分布于盆地荒漠；多为干旱种[1]。
- †Microjulodis（英语：Microjulodis） Haupt, 1950
- 新天花吉丁属（英语：Neojulodis） Neojulodis（英语：Neojulodis） Kerremans, 1902
- Sternocera（英语：Sternocera） Eschscholtz, 1829